# جزر غامبير
جزر غامبير (بالفرنسية: Îles Gambier)‏ أو أرخبيل جزر الغامبير (بالفرنسية: Archipel des Gambier)‏ هي مجموعة صغيرة من الجزر في بولينيزيا الفرنسية ، التي تقع في الجنوب الشرقي من أرخبيل تواموتس . تعتبر عموماً مجموعة منفصلة من جزر تواموتس وذلك بسبب ثقافتهم ولغتهم وهي ترتبط ارتباطاً وثيقاً بجزر الماركيز.
و السبب الآخر هو بينما أن جزر تواموتس هي في الواقع سلسلة من الجزر المرجانية المتصلة فإن جزر غامبير و مانغريفا خصوصاً (الجزيرة الرئيسية والأكبر ) هي في الواقع ذات أصور بركانية.

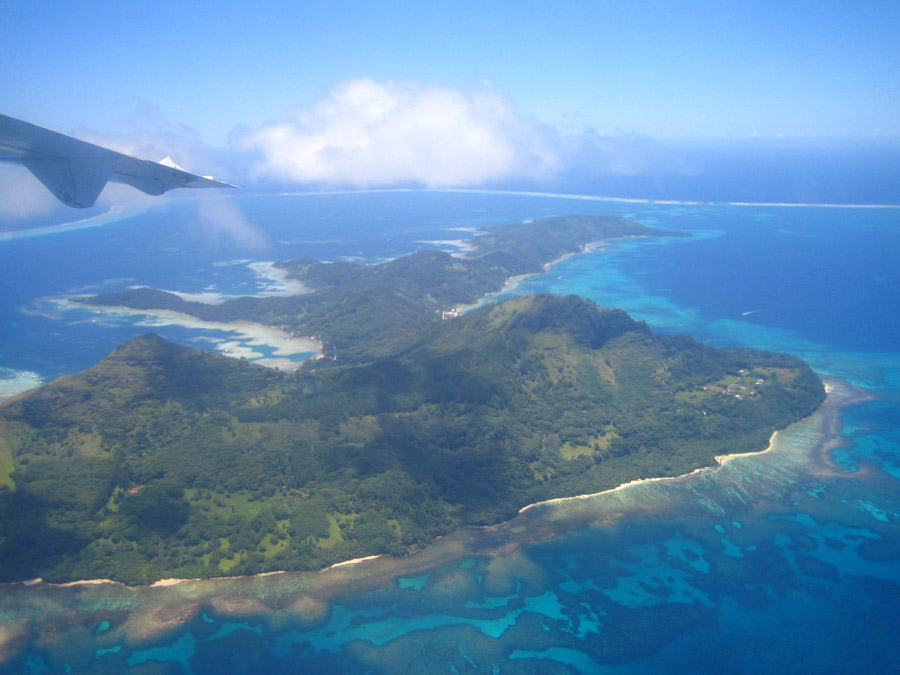
مانغاريفا
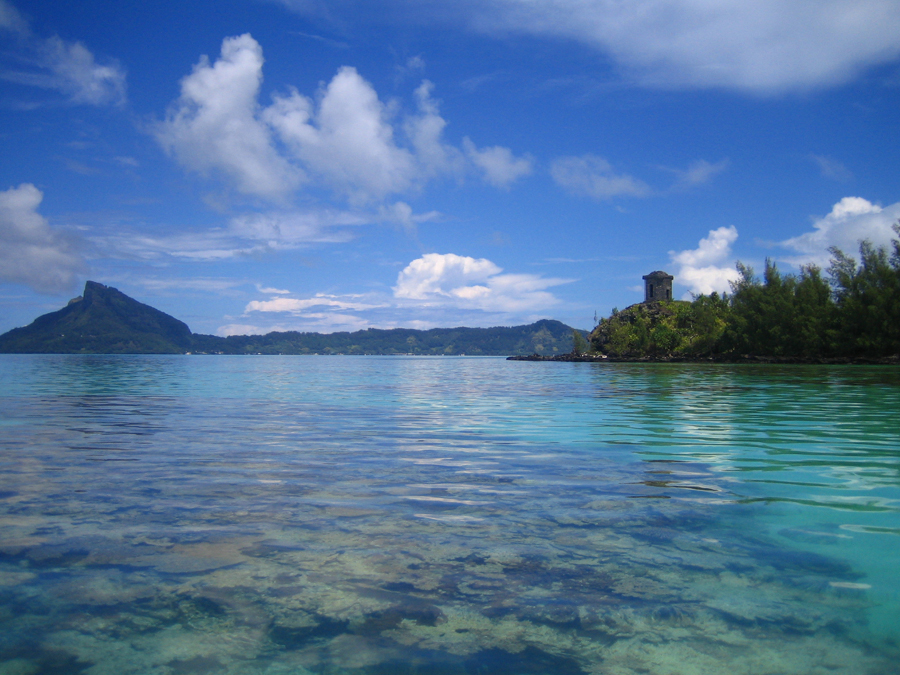
أوكينا
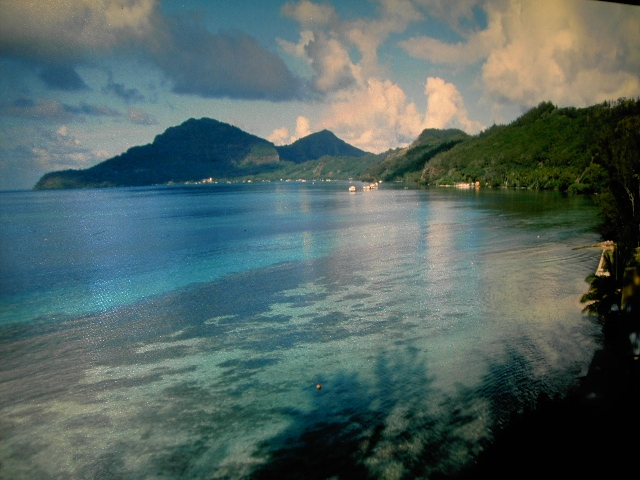
مانغاريفا
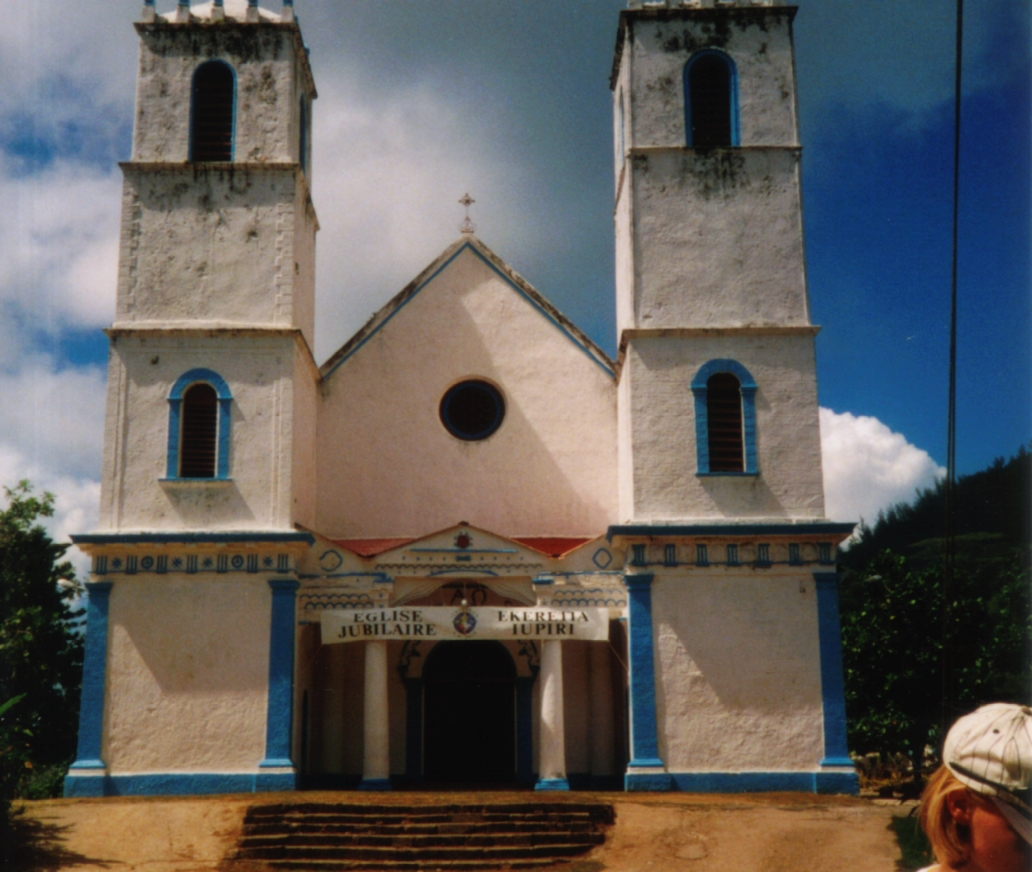
مانغاريفا

## وصلات خارجية
- قائمة الجزر المرجانية (باللغة الفرنسية)
- موت الأشخاص في هاييتي.

‌